# Meclemburgo-Strelitz (distrito)
Meclemburgo-Strelitz é um distrito (kreis ou landkreis) da Alemanha localizado no estado de Meclemburgo-Pomerânia Ocidental.

## Cidades e municípios
| Cidade (livre): | Município (livre):           |
| 1. Neustrelitz  | 1. Feldberger Seenlandschaft |

| Ämter | Ämter | Ämter |
| --- | --- | --- |
| - 1. Friedland 1. Datzetal 2. Eichhorst 3. Friedland1, 2 4. Galenbeck 5. Genzkow 6. Glienke - 2. Pequeno Planalto Lacustre de Meclemburgo 1. Mirow1, 2 2. Priepert 3. Roggentin 4. Wesenberg2 5. Wustrow | - 3. Neustrelitz-Land (sede: Neustrelitz) 1. Blankensee 2. Blumenholz 3. Carpin 4. Godendorf 5. Grünow 6. Hohenzieritz 7. Klein Vielen 8. Kratzeburg 9. Möllenbeck 10. Userin 11. Wokuhl-Dabelow - 4. Neverin 1. Beseritz 2. Blankenhof 3. Brunn 4. Neddemin 5. Neuenkirchen 6. Neverin1 7. Sponholz 8. Staven 9. Trollenhagen 10. Woggersin 11. Wulkenzin 12. Zirzow | - 5. Stargarder Land 1. Burg Stargard1, 2 2. Cammin 3. Cölpin 4. Groß Nemerow 5. Holldorf 6. Lindetal 7. Pragsdorf 8. Teschendorf - 6. Woldegk 1. Groß Miltzow 2. Helpt 3. Kublank 4. Mildenitz 5. Neetzka 6. Petersdorf 7. Schönbeck 8. Schönhausen 9. Voigtsdorf 10. Woldegk1, 2 |
| 1sede do Amt; 2cidade | | |